# Wołodymyr Jaszczuk
Wołodymyr Jaszczuk (ukr. Володимир Іванович Ящук, ur. 1 grudnia 1951, we wsi Nadczyci, Rejon młynowski, Obwód rówieński) – ukraiński lokalny historyk, poeta; ojciec i matka urodzili się na Podlasiu.
Wykształcenie zdobył w szkole w miejscowości Klewań i Instytucie Pedagogicznym w Równem. Od 1973 pracował jako dziennikarz (czasopisma w Dąbrowicy i Radziwiłłowie), w latach 2005-2006 i 2011 redaktor naczelny gazety „Prapor peremohy”, nauczyciel historii lokalnej (specjalista najwyższej kategorii). 
Publikacje w gazetach regionalnych i w internecie, autor książek Radywyliw. Krajeznawczi materiały (2004) oraz Radywyliw u perehukach wikiw (2014), publikacje na temat historii Wołynia (książki, broszury, gazety), badania polskiego powstania 1863 roku i rola Polaków w historii Wołynia. Autor tomików poetyckich, m.in.  Meża, Rubaji, Wełesowa knyha.
Honorowy członek Narodowego Związku Krajoznawców Ukrainy, zdobywca regionalnej nagrody krajoznawczej „Za widrodżennia Wołyni”. członek Narodowego Związku Dziennikarzy Ukrainy.